# Uskaboda
Uskaboda är en by i Linde socken i Lindesbergs kommun i Västmanland, Örebro län.
Uskaboda ligger vid norra änden av sjön Usken. Byn har få fasta invånare men lever upp under sommaren med många sommargäster.